# غوردون ريديك
غوردون ريديك (بالإنجليزية: Gordon Riddick)‏ هو لاعب كرة قدم ولاعب كريكت بريطاني في مركز الدفاع، ولد في 6 نوفمبر 1943 في Langleybury ‏ في المملكة المتحدة، وتوفي في 24 أغسطس 2018. لعب مع تشارلتون أثلتيك ونادي برينتفورد ونادي غيلينغهام ونادي لوتون تاون ونادي ليتون أورينت ونورثامبتون تاون وويلدستون.